# Кривошеева, Ефимия Петровна
Ефи́мия Петро́вна Кривоше́ева (1867—1936) — эрзянская советская писательница, народная сказительница, одна из зачинателей мордовского сказительского искусства.

## Биография

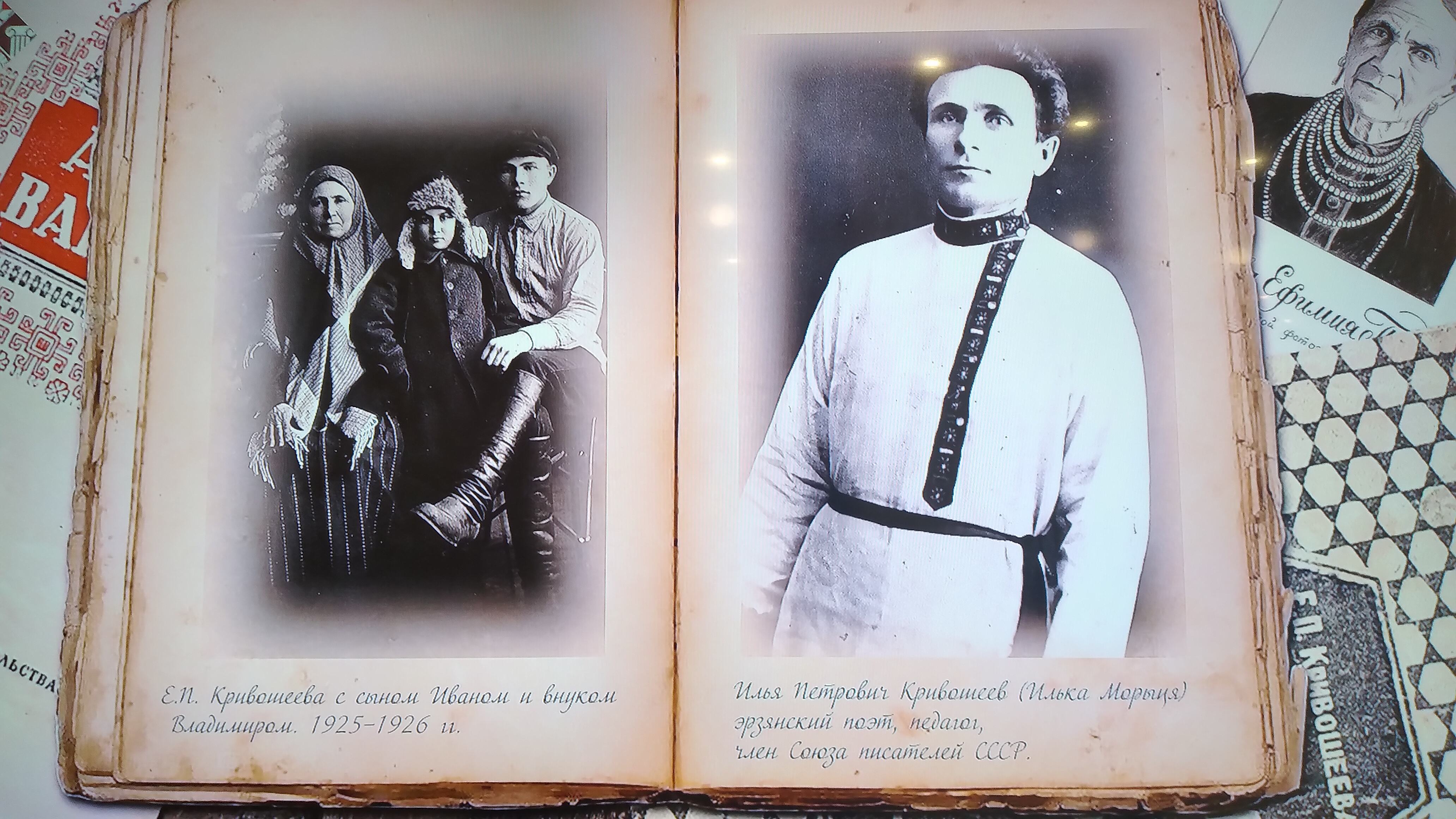
Е. П. Кривошеева с сыном и внуком

Родилась 1 июня 1867 года в деревне Тарасовка, сейчас входящей в состав Камешкирского района Пензенской области, в многодетной семье крестьянина Петра Фёдоровича Адамова. Национальность — эрзя.
Образования не получила, работала по найму, выполняла любую тяжёлую работу. Мужем её был крестьянин (или кузнец) Пётр Васильевич. Сын сказительницы Илья позже в своей автобиографии писал, что родители были «мордвины, эрзяне». Семья была большая, жила в нужде (из одиннадцати детей семеро умерли от голода и болезней). Чтобы хоть как-то облегчить душу, Кривошеева складывала песни и пела их в кругу подруг и родных. В девичестве слыла хорошей песенницей, в зрелые годы имела репутацию вопленницы (плакальщицы), умелой исполнительницы и знатока обрядового и необрядового фольклора.
Открытие творческого таланта Кривошеевой принадлежит её сыну, Илье Петровичу Кривошееву, который с 1922 года записывал исполняемые ею произведения. Широкую известность имя Кривошеевой получило после публикации в 1936 году в газете «Правда» произведения «Лайшема Кировдо» (эрз. «Плач о Кирове»). Широко известны её гражданские сказы — поэмы: «Одов чачсь, миресь — масторось» и «Эсь эрямодон».
Умерла 24 июня 1936 года, в городе Саранск.

## Семья
Муж — Кривошеев Пётр Васильевич — крестьянин, кузнец.

### Дети
- Кривошеев Илья Петрович — поэт, заслуженный учитель Мордовии, член Союза писателей СССР.
- Кривошеев Никифор Петрович
- Кривошеев Иван Петрович
- Одерова (Кривошеева) Александра Петровна

### Внуки
- Одеров Константин Антонович
- Одеров Михаил Антонович — участник Великой Отечественной войны, заслуженный механизатор сельского хозяйства РСФСР
- Одеров Анатолий Антонович
- Одеров Юрий Антонович

### Правнуки
- Анжелика Горбунова[12] - писатель.

## Память
- В 2014 году в Саранске на доме сына № 16 по улице Мокшанской, где прошли последние годы жизни Е. П. Кривошеевой, была открыта мемориальная доска.